# Vòng tròn Cantabri
Vòng tròn Cantabri (tiếng Latin: circulus cantabricus) là một chiến thuật quân sự ra đời và sử dụng trong Chiến tranh ở bán đảo Iberia cổ đại. Chiến thuật tác chiến cơ động, sử dụng bởi kỵ binh nhẹ. Các lực lượng kỵ binh sẽ giữ khoảng cách an toàn và tấn công bằng việc phóng lao javelin về phía quân thù. Theo Flavius Arrianus và Hadrian chiến thuật được sử dụng bởi người vùng Cantabri và La Mã đã ứng dụng chiến thuật này sau các cuộc Chiến tranh Cantabri.

## Mô tả chiến thuật
Chiến thuật này thường được sử dụng để chống lại bộ binh và cung thủ. Một nhóm kỵ binh phóng lao javelin tập hợp thành một đội hình chiến đấu. Khi hàng kỵ binh di chuyển đến gần đối mặt với đội hình của kẻ thù, họ sẽ từng người lên trước phóng lao, lao sẽ bay thẳng vào đội hình kẻ thù. Sau đó, ky binh sẽ di chuyển tách sang một bên, đánh một vòng tròn về phía sau của đội kỵ binh, kỵ binh tiếp theo sẽ di chuyển lên phóng lao rồi di chuyển về phía sau của đội hình chiến đấu. Sự di chuyển liên tục này đã cho họ một lợi thế trước bộ binh ít cơ động hơn và khiến họ khó nhắm mục tiêu hơn. Một vòng tròn cưỡi ngựa phóng lao như thế cứ thế cứ lặp đi lặp lại, cả đội hình chiến đấu luân phiên với nhau, tấn công quân thù bằng từng người kỵ binh phóng lao.